# Coq de combat (manga)
Pour les articles homonymes, voir Coq de combat (homonymie).
Coq de combat (軍鶏, Shamo, même sens) est un manga écrit par Izō Hashimoto (tomes 1 à 25), et dessiné par Akio Tanaka (puis écrit également depuis le tome 25). Il a été prépublié entre 1998 et 2003 dans le magazine Weekly Manga Action de l'éditeur Futabasha, avant d'être prépublié entre 2005 et 2015 dans le magazine Evening de l'éditeur Kōdansha. La série est compilée en un total de trente-quatre tomes. Il est publié en français par les éditions Delcourt depuis janvier 2003.
Sur le plan du contenu, cette œuvre s'inscrit à la croisée des chemins entre deux genres littéraires : celui du manga d'action (arts martiaux) et celui de la satire politique. Le parcours du jeune Ryô Narushima, de la maison de correction au ring du Tokyo-Dôme, est le prétexte d'une violente critique de la société du spectacle mondialisée.

## Synopsis
À 16 ans, le jeune lycéen doué a massacré ses propres parents. Placé en maison de correction, il va subir la violence et les humiliations de ses codétenus et des gardiens. Coups, mitard, agression sexuelle... La rencontre d'un étrange détenu politique, un certain Kenji Kurokawa, expert en karaté, va changer le cours de son existence et faire de lui un véritable coq de combat, prêt à tout pour ne pas se faire tuer. Une fois purgée sa peine, il sera tour à tour prostitué pour femmes, homme de main dans un gang puis sportif de haut niveau, évoluant en marge de la société japonaise occidentalisée et construisant son propre karaté au fil des rencontres.

## Portée satirique
La violence des protagonistes de Shamo est directe et peut choquer : vols, viols, meurtres, torture, dopage aux stéroïdes, prostitution, toxicomanie... L'éditeur français a d'ailleurs choisi d'apposer la mention "pour public averti" sur la quatrième de couverture. Tout l’art d’Izō Hashimoto consiste à recadrer ces actes violents par petites touches dans un contexte social où la violence est bien plus globale et organisée. C'est celle de la société moderne : éducation-dressage, conditionnement à consommer/produire, émotions par procuration via la télévision, politique-spectacle, sport-spectacle, mort-spectacle... On découvre ainsi au fil des épisodes que Ryo est un gaucher contrarié. Mais aussi que la haine qu'il voue à son rival, le charismatique Naoto Sugawara (菅原直人), a été scénarisée à l’avance pour une chaîne de télévision. Tout cela dans le seul but d'augmenter l'audimat et en flattant les instincts les plus bas du spectateur.
Le citoyen-consommateur-spectateur repu de biens de consommation et de violence télévisuelle contraste avec l'humble paysan d'Okinawa du XVIIe siècle, qui inventa un art martial secret pour résister à l'occupant alors que les armes lui étaient interdites. Seulement aujourd’hui ce n’est plus la récolte de riz qui est dérobée par les féroces samouraïs du clan Satsuma, mais l'énergie, l'imagination, les rêves... L'essence même de la vie est confisquée pour se voir substituer une parodie tronquée : c'est l'ère du spectacle.
Ainsi, dans les nombreuses scènes de combats qui émaillent le récit, chaque action est l’occasion d’approfondir les caractères des protagonistes, d’évoquer la dimension spirituelle et sociale des arts martiaux, à travers de discrètes références au zen, au yoga ou encore à l’histoire politique du Japon. Même les dérives marchandes et spectaculaires des arts martiaux s'inspirent de l'actualité : ainsi le "lethal fight" n'est pas sans faire penser au K-1, ce sport de combat interdisciplinaire lancé par Kazuyoshi Ishii en 1993.

## Manga

### Fiche technique
- Scénario : Izō Hashimoto (tomes 1 à 25)
- Dessin : Akio Tanaka
- Édition japonaise : Futabasha, puis Kōdansha
  - Nombre de volumes sortis : 34
  - Date de première parution : novembre 1998 - février 2015[1]
- Édition française : Delcourt
  - Nombre de volumes sortis : 34
  - Date de première publication : janvier 2003
  - Format : 127 x 180 mm
- Autres éditions
  -  Egmont Manga & Anime
  -  Otakuland

### Suspension de la série
Courant 2008, Akio Tanaka (crédité comme dessinateur) a intenté un procès à Izō Hashimoto au sujet des droits d'auteur de la série. Il affirme qu'Izō Hashimoto ne lui a donné qu'une grossière ébauche de l'histoire et qu'il a dû se débrouiller tout seul pour les détails et les personnages. Il réclame 150 millions de yens de dédommagement. Ce différend entre les auteurs a entraîné la suspension de la publication de la série dans le monde, à commencer par le Japon en janvier 2007, au niveau du 25e volume. Depuis, un compromis a été trouvé entre les auteurs, Akio Tanaka a repris alors le manga tout seul et la prépublication a repris au Japon le 27 juillet 2011 dans le magazine Evening.
En France, la série a été arrêtée au tome 19 sorti le 13 juin 2007 dû au conflit entre les auteurs et l'éditeur japonais. Après cinq ans d'attente, le tome 20 est sorti le 11 avril 2012, en même temps que la réédition des deux premiers tomes.

### Réédition
À la suite du changement d'éditeur à partir du tome 20 qui a entrainé un changement de format et de design des tankōbon, les premiers tomes ont été réédités par Kōdansha au Japon. Le manga a été réédité en 7 tomes entre juin 2011 et septembre 2011.
En France, la réédition des premiers tomes a débuté le 11 avril 2012, en même temps que la sortie du tome 20, avec la sortie simultanée des 2 premiers volumes. Cette réédition comporte 19 tomes à la différence de la réédition japonaise.

## Adaptation cinématographique
Le réalisateur hong-kongais Soi Cheang a réalisé en 2007 Coq de Combat, une adaptation cinématographique du manga. Shawn Yue y incarne Ryô Narushima.